# Ябоган
Ябоган (рос. Ябоган) — село Усть-Канського району, Республіка Алтай Росії. Входить до складу Ябоганського сільського поселення.
Населення — 1346 осіб (2015 рік).